# David Dreyer Lassen
David Dreyer Lassen (født 5. oktober 1973 i Rødovre) er en dansk forsker, rektor for Københavns Universitet og professor i økonomi samme sted.
Lassens forskningsfelt er politisk økonomi og social data science. I 2016 modtog han den prestigefulde danske forskningspris EliteForsk-prisen. Lassen er tidligere bestyrelsesformand for Danmarks Frie Forskningsfond (2019-2020) og har forud for ansættelsen som rektor været prorektor for forskning ved Københavns Universitet (2021-2025).

## Karriere
Lassen har tilbragt næsten hele sin karriere ved Økonomisk Institut på Københavns Universitet. Han blev cand.polit. i 1998 og ph.d. fra instituttet i 2002. Siden har han været adjunkt sammesteds 2002-04, lektor 2004-7, professor MSO 2007-12 og ordinær professor fra 2012. I 2016 var han med til at stifte Copenhagen Center for Social Data Science (SODAS) og blev samtidig centerets første direktør.
I 2016 modtog han som en af fem danske forskere den største og mest prestigefulde danske forskningspris, EliteForsk-prisen.
Lassen har været medlem af Konkurrencerådet i 2013-17. Han har også i en årrække (2012-17) været fast kommentator i dagbladet Børsen.
I 2018 udnævnte uddannelses- og forskningsminister Tommy Ahlers ham til formand for Danmarks Frie Forskningsfond med virkning fra 1. januar 2019. I september 2020 blev han udnævnt til prorektor for forskning ved Københavns Universitet i en femårig periode med virkning fra januar 2021.
I december 2024 blev han af bestyrelsen ved Københavns Universitet udpeget som kommende rektor for universitetet fra 1. marts 2025 efter rektor Henrik Caspar Wegener.

## Forskning
David Dreyer Lassen har specialiseret sig indenfor forskningsområdet politisk økonomi, som han skrev sin ph.d.-afhandling indenfor. Området har en tværvidenskabelig karakter, idet det befinder sig i spændingsfeltet mellem økonomi og politologi. Det beskæftiger sig med at undersøge, hvordan økonomisk politik skabes i praksis, dvs. hvordan politiske hensyn afvejes i forhold til både økonomiske fakta og administrative hensyn, hvad der bestemmer vælgernes politiske holdninger og præferencer, og hvordan forskellige institutionelle forhold kan påvirke den politiske udvikling.
Lassen har desuden beskæftiget sig indgående med systematisk anvendelse af forskellige former for data i forskningen, således anvendelsen af enestående danske registerdata fra Danmarks Statistik og kombinationer med big data. Som leder af SODAS var han en af forskerne bag skabelsen af den nye universitetsuddannelse datalogi-økonomi på KU i 2019.

## Privatliv
Lassen er gift og har to børn.